# كويتشي هاشيجاتو
كويتشي هاشيجاتو (باليابانية: 橋垣戸 光一) (30 مارس 1982 في نارا في اليابان – )؛ هو لاعب كرة قدم ياباني سابق كان يلعب كمدافع.

## وصلات خارجية
- كويتشي هاشيجاتو على موقع رابطة كرة القدم اليابانية للمحترفين (اليابانية)